# جيوفاني جرافنبيك
جيوفاني جرافنبيك (بالهولندية: Giovanni Gravenbeek)‏ (11 مايو 1988 بأوترخت في هولندا - ) هو لاعب كرة قدم هولندي في مركز الدفاع. لعب مع إن إي سي نيميخن وبي إي سي زفوله وفيتيسه آرنهم وفيلم تو تيلبورغ ونادي دوردريخت.

## وصلات خارجية
- جيوفاني جرافنبيك على موقع قاعدة بيانات كرة القدم.إي يو (الإنجليزية)